# Antaxius
Antaxius is een geslacht van rechtvleugeligen uit de familie sabelsprinkhanen (Tettigoniidae). De wetenschappelijke naam van dit geslacht is voor het eerst geldig gepubliceerd in 1882 door Brunner von Wattenwyl.

## Soorten
Het geslacht Antaxius omvat de volgende soorten:
- Antaxius armillata Serville, 1838
- Antaxius difformis Brunner von Wattenwyl, 1861
- Antaxius florezi Bolívar, 1900
- Antaxius kraussii Bolívar, 1878
- Antaxius pauliani Chopard, 1939
- Antaxius spinibrachius Fischer, 1853
- Antaxius tavaresi Aires & Menano, 1922
- Antaxius beieri Harz, 1966
- Antaxius chopardi Morales-Agacino, 1936
- Antaxius hispanicus Bolívar, 1884
- Antaxius pedestris Fabricius, 1787
- Antaxius sorrezensis Marquet, 1877
- Antaxius bouvieri Chopard, 1923